# Archaeoglobus fulgidus
Espèce
Archaeoglobus fulgidus est une espèce d'archées hyperthermophiles sulfato-réductrices présente notamment dans les gisements pétroliers haute température, avec une température optimale de développement se situant autour de 83 °C. Le séquençage complet de son génome a révélé la présence d'un ensemble presque complet de gènes codant les enzymes de la méthanogenèse ; la fonction de ces gènes chez cette archée demeure cependant inconnue, d'autant que l'absence de méthyl-coenzyme M réductase rend impossible l'existence d'une méthanogenèse semblable à celle connue chez les autres méthanogènes. En revanche, A. fulgidus possède une voie métabolique, appelée voie de Wood-Ljungdahl, dont la « branche du méthyle » met en œuvre des réactions semblables à certaines étapes de la méthanogenèse.
Ce génome est constitué d'un chromosome circulaire unique de 2 178 000 paires de bases, à peu près la moitié de la taille de celui d'E. coli. Un quart de ce génome code des protéines aux fonctions inconnues mais qui sont également exprimées chez d'autres archées telles que Methanocaldococcus jannaschii. Un autre quart code des protéines spécifiques aux archées. Ce génome contient de nombreuses duplications de gènes, mais les protéines dupliquées ne sont pas identiques. Ces duplications de gènes conduisent à un génome plus grand que celui de M. jannaschii. Un fait notable est qu'A. fulgidus ne contient aucune intéine là où M. jannaschii en a 18.